# یوکیتوشی ایتو
یوکیتوشی ایتو (به انگلیسی: Yukitoshi Ito) بازیکن فوتبال اهل ژاپن و عضو باشگاه فوتبال کاشیما آنتلرز است.